# Veckans president
Veckans president var ett direktsänt svenskt underhållnings- och frågesportprogram från SVT i Malmö, vilket hade premiär den 16 mars 2006 och därefter sändes i tio avsnitt en gång i veckan (torsdagar) fram till finalomgången den 18 maj samma år. Programmet misslyckades med att attrahera den tilltänkta unga målgruppen. I likhet med SVT:s andra ungdomssatsningar 2006, Toppkandidaterna och Bingo Royale, fick programmet ta emot en hel del kritik i pressen.
Programmet byggde på ett originalkoncept av Karl Löfqvist och Jonas Klevhag (tillika programmets bisittare), båda med en bakgrund i Lunds student- och spexvärld. Detsamma gällde programledaren, sufflören, komikern med mera Josefina Johansson.
I programmet tävlade tre studiogäster mot varandra i att bäst gissa hur svenska folkets inställning varit i ett antal opinionsundersökningar som gjorts särskilt för Veckans president under den gångna veckan. Den som vann erhöll samma titel som själva programmet. Också TV-tittarna kunde själva vara med och tävla via mobiltelefon.
Recensionerna efter det första avsnittet var blandade. Sydsvenska Dagbladet tyckte att programmet vare "[...] kul - inte gapskratts-kul utan mer intressant-kul - med alla knäppa fakta och siffror" och betecknade programledaren som "ett fynd", medan Expressen mer avvaktande beskrev det som en TV-lek "med överraskande bra programledare, Josefina Johansson, [och ] två akademiska muppar". Dagens Nyheter var däremot nästan enbart kritisk.